# نزلة الدويك
قرية نزلة الدويك هي إحدى القري التابعة لمركز طما بمحافظة سوهاج في جمهورية مصر العربية. حسب إحصاءات سنة 2006، بلغ إجمالي السكان في نزلة الدويك 4924 نسمة، منهم 2510 رجل و2414 امرأة.